# Coupe de France 1996/97
Der Wettbewerb um die Coupe de France in der Saison 1996/97 war die 80. Ausspielung des französischen Fußballpokals für Männermannschaften. In diesem Jahr meldeten 5.986 Vereine, darunter auch solche aus den überseeischen Besitzungen Frankreichs.
Titelverteidiger war die AJ Auxerre, die diesmal im Achtelfinale ausschied. Olympique Nîmes, Auxerres seinerzeitiger drittklassiger Endspielgegner, hatte sich erst gar nicht für die Hauptrunde qualifizieren können. Die Trophäe gewann der Olympique Gymnaste Club de Nice, der damit bei seiner vierten Finalteilnahme zum dritten Mal erfolgreich war. Allerdings lag Nizzas letztes Finale bereits 19, sein letzter Sieg sogar 43 Jahre zurück. Endspielgegner En Avant de Guingamp stand in seinem ersten Finale; die Bretonen waren 1995 erstmals in der Vereinsgeschichte in die höchste Spielklasse aufgestiegen.
Mit der US Créteil brachte es nur eine semiprofessionelle Mannschaft aus der National 1 (dritte Liga) bis ins Viertelfinale; von den reinen Amateurklubs schaffte dies auch der viertklassige Clermont Foot. Aus der professionellen Division 2 trafen im Viertelfinale die letzten beiden noch vertretenen Teams (Stade Laval und Troyes Aube Football) aufeinander; der Sieger Laval scheiterte in der anschließenden Vorschlussrunde am späteren Wettbewerbsgewinner OGC Nizza.
Nach den von den regionalen Untergliederungen des Landesverbands FFF organisierten Qualifikationsrunden griffen ab der Runde der letzten 64 Mannschaften auch die 20 Erstdivisionäre in den Wettbewerb ein. Die Paarungen und das Heimrecht wurden für jede Runde frei ausgelost; allerdings durften diejenigen Vereine ihre Partie automatisch vor eigenem Publikum austragen, die gegen einen mindestens zwei Klassen höher spielenden Gegner antraten. Auch diejenige Mannschaft, die in der Fairnesswertung vorne lag („blaue Karte“), erhielt in der folgenden Runde das Recht, vor eigenem Publikum zu spielen. Bei unentschiedenem Spielstand nach Verlängerung kam es zu einem Elfmeterschießen.

## Zweiunddreißigstelfinale
Spiele zwischen 17. und 19. Januar sowie am 4. Februar (a) 1997. Die Vereine der beiden professionellen Ligen sind mit D1 bzw. D2 bezeichnet, diejenigen der semiprofessionellen dritten Division Ligue National mit D3; die landesweiten Amateurspielklassen firmieren als D4 und D5, die drei höchsten regionalen Amateurligen als DH, DHR bzw. PH („Division d’Honneur“, „Division d’Honneur Régionale“ bzw. „Promotion d’Honneur“).
| - US Jeanne d’Arc Carquefou D5 – SM Caen D1 0:1 n. V. - FC Saint-Louis-Neuweg DH – FC Gueugnon D2 0:3 - Olympique Léodgarien Niort DH – Toulouse Fontaines Club D4 1:2 n. V. - La Roche VF D4 – SC Bastia D1 2:4 - FC Saint-Lô D4 – LB Châteauroux D2 1:1 n. V. (3:1 i. E.) - JA Armentières D5 – US Grand Boulogne D4 0:3 - SC Schiltigheim D4 – RC Strasbourg D1 0:4 - US Créteil D3 – CS Louhans-Cuiseaux D2 5:0 - US Raon D4 – FC Toulouse D2 1:1 n. V. (4:3 i. E.) - ESA Brive D3 – Girondins Bordeaux D1 1:3 n. V. - AFC Aurillac D4 – FC Villefranche D4 0:0 n. V. (6:5 i. E.) - ES Wasquehal D3 – SC Amiens D2 2:2 n. V. (5:3 i. E.) - FC Metz D1 – HSC Montpellier D1 3:3 n. V. (1:3 i. E.) - SA Épinal D2 – Troyes Aube Football D2 0:0 n. V. (5:6 i. E.) - RC Besançon D3 – Paris Saint-Germain D1 0:3 - Stade Mont-de-Marsan D3 – EA Guingamp D1 0:1 n. V. | - ES Vitrolles D3 – FC Nantes D1 2:1 n. V. - US Fécamp D3 – US Avranches D3 4:3 - Clermont Foot D4 – FC Lorient D2 3:2 - AS Muret D4 – AS Cannes D1 1:2 - CM Aubervilliers D3 – Red Star 93 D2 1:2 - Stade Laval D2 – AS Monaco D1 1:0 - Stade Reims D5 – Stade Rennes D1 2:3 - FC Sochaux D2 – AS Nancy D1 3:1 n. V. - US Vervins PH – AJ Auxerre D1 0:6 - AS Vitré D4 – Olympique Lyon D1 1:3 - Chamois Niort D2 – Le Havre AC D1 2:1 - ASOA Valence D2 – OGC Nizza D1 0:1 - FC Martigues D2 – FC Istres D3 3:1 n. V. - Paris FC D3 – Stade Poitiers D3 3:2 - Olympique Marseille D1 – OSC Lille D1 0:1 - FC Bourges D3 – RC Lens D1 0:3 |

## Sechzehntelfinale
Spiele am 8./9. Februar 1997
| - SM Caen D1 – FC Saint-Lô D4 2:1 n. V. - Red Star 93 D2 – Chamois Niort D2 1:2 - Paris FC D3 – AS Cannes D1 0:1 - US Grand Boulogne D4 – Stade Laval D2 1:2 - US Raon D4 – RC Strasbourg D1 0:1 - OSC Lille D1 – Olympique Lyon D1 1:0 - ES Wasquehal D3 – EA Guingamp D1 1:3 - HSC Montpellier D1 – FC Sochaux D2 2:0 | - ES Vitrolles D3 – US Créteil D3 0:0 n. V. (4:5 i. E.) - US Fécamp D3 – Paris Saint-Germain D1 0:2 - Clermont Foot D4 – FC Martigues D2 1:1 n. V. (5:3 i. E.) - Toulouse Fontaines Club D4 – Girondins Bordeaux D1 0:2 - Stade Rennes D1 – Troyes Aube Football D2 0:1 - SC Bastia D1 – OGC Nizza D1 2:2 n. V. (3:4 i. E.) - AJ Auxerre D1 – RC Lens D1 0:0 n. V. (5:4 i. E.) - AFC Aurillac D4 – FC Gueugnon D2 2:2 n. V. (4:5 i. E.) |

## Achtelfinale
Spiele zwischen 28. Februar und 2. März 1997
| - Chamois Niort D2 – Stade Laval D2 0:1 - OSC Lille D1 – HSC Montpellier D1 0:3 - EA Guingamp D1 – SM Caen D1 1:0 - US Créteil D3 – RC Strasbourg D1 1:0 | - Clermont Foot D4 – Paris Saint-Germain D1 4:4 n. V. (4:3 i. E.) - Girondins Bordeaux D1 – AS Cannes D1 1:0 - Troyes Aube Football D2 – AJ Auxerre D1 1:0 - OGC Nizza D1 – FC Gueugnon D2 2:0 |

## Viertelfinale
Spiele am 29./30. März 1997
| - Stade Laval D2 – Troyes Aube Football D2 1:0 - US Créteil D3 – EA Guingamp D1 1:3 n. V. | - Girondins Bordeaux D1 – HSC Montpellier D1 1:2 - Clermont Foot D4 – OGC Nizza D1 1:2 n. V. |

## Halbfinale
Spiele am 19./20. April 1997
| - Stade Laval D2 – OGC Nizza D1 0:1 | - EA Guingamp D1 – HSC Montpellier D1 2:0 n. V. |

## Finale
Spiel am 10. Mai 1997 im Pariser Prinzenparkstadion vor 44.131 Zuschauern
- OGC Nizza – EA Guingamp 1:1 n. V. (1:1, 1:0), 4:3 i. E.

### Mannschaftsaufstellungen
OGC Nizza: Bruno Valencony – Henri Savini (Thierry Crétier, 77.), Youssef Salimi, Frédéric Tatarian, Olivier Fugen (Arjan Vermeulen, 91.) – Louis Gomis, Roberto Onorati, Frédéric Gioria , Thierry De Neef – Andrzej Kubica, Mohammed Chaouch (James Debbah, 83.)
Trainer: Silvester Takač
EA Guingamp: Angelo Hugues – Jérôme Foulon (Jean-Luc Vannucchi, 101.), Marek Jóźwiak, Gheorghe Mihali, Nicolas Laspalles – Richard Lecomte  (Stéphane Carnot, 51.), Claude Michel, Yannick Baret – Charles-Edouard Coridon, Daniel Moreira (Christophe Horlaville, 64.), Christopher Wreh
Trainer: Francis Smerecki
Schiedsrichter: Alain Sars (Nancy)

### Tore
1:0 Salimi (21.)

1:1 Laspalles (77.)
Strafstoßschießen
Carnot verschossen, 1:0 Onorati
1:1 Baret, 2:1 De Neef
2:2 Horlaville, 3:2 Tatarian
3:3 Vannucchi, Gomis verschossen
Michel verschossen, 4:3 Vermeulen

### Besondere Vorkommnisse
Bis in die Gegenwart (2010) war dies das letzte Finale im Parc des Princes, das 1998 nach 35 Austragungen einschließlich zweier Wiederholungsspiele vom neu gebauten Stade de France als regelmäßiges Endspielstadion abgelöst wurde.
OGC Nizza war nicht der erste Wettbewerbssieger, der in der gleichen Saison aus der höchsten Spielklasse absteigen musste; dies war vorher (1962) auch schon der AS Saint-Étienne passiert und sollte sich im 21. Jahrhundert wiederholen (Racing Strasbourg 2001 und FC Lorient 2002).
In seinen neun Pokalbegegnungen einschließlich der regionalen Qualifikationsrunden musste Clermont Foot fünf Mal in die Verlängerung und drei Elfmeterschießen absolvieren. Die längste Entscheidung per Strafstoßschießen bei Clermonts Sieg über einen achtklassigen Gegner aus L’Étrat bei Saint-Étienne – nach 120 Spielminuten hatte es 1:1 gestanden – dauerte weitere 45 Minuten, erforderte insgesamt 35 Schüsse und endete mit 13:12 Toren.